# ISEA International
A ISEA International é uma organização internacional sem fins lucrativos que encoraja "o discurso acadêmico interdisciplinar" e a promoção de "organizações e indivíduos culturalmente diversos trabalhando com arte, ciência e tecnologia". A ISEA International é conhecida principalmente por patrocinar o simpósio anual International Symposium on Electronic Art (ISEA). O simpósio permite que indivíduos e organizações de todo mundo se reúnam anualmente, para compartilhar e experimentar a intersecção entre tecnologias emergentes e a arte. O ISEA inclui tanto artes visuais e performáticas que envolvem diversos tipos de tecnologia. A ISEA é gerenciada pela ISEA International Foundation Board que organiza e mantém a qualidade do conteúdo de cada um de seus eventos.

## Histórico
A ISEA surgiu a partir de um simpósio organizado em 1988 na Holanda. A proposta de sua criação era fomentar uma rede entre aqueles que estivessem ativamente interessados nas artes eletrônicas. A organização seria fundada oficialmente na Holanda em 1990, como uma associação internacional de membros originalmente denominada Inter-Society for the Electronic Arts. Em 2009, ela se converteu numa fundação, teve seu nome mudado para "ISEA International", e sua sede movida para o Reino Unido.

## International Symposium on Electronic Art (ISEA)
Previous and future symposia have included:
- Utrecht, Holanda (FISEA, 1988)
- Groningen, Holanda (SISEA, 1990)
- Sydney, Australia (TISEA, 1992)
- Minneapolis, Minnesota, U.S. (FISEA, 1993)
- Helsinki, Finland (ISEA94)
- Montreal, Canada (ISEA95)
- Rotterdam, Holanda (ISEA96)
- Chicago, Estados Unidos (ISEA97)
- Liverpool/Manchester, Reino Unido (ISEA98)
- Paris, França (ISEA2000)
- Nagoya, Japão (ISEA2002)
- Baltic Sea; Tallinn, Estonia; Helsinki, Finlândia (ISEA2004)
- San Jose, California, Estados Unidos (ISEA2006)
- Singapore, (ISEA2008)
- Belfast, Irlanda do Norte (ISEA2009)
- Ruhr, Alemanha (ISEA2010)
- Istanbul, Turquia (ISEA2011)
- Albuquerque, New Mexico, Estados Unidos (ISEA2012)
- Sydney, Australia, (ISEA2013)
- Dubai, Emirados Árabes (ISEA2014)
- Vancouver, Canadá (ISEA2015)